# Alberto Marsicano
Alberto Marsicano (31 de janeiro de 1952 – 18 de agosto de 2013) foi um músico, tradutor, escritor, filósofo e professor brasileiro. Foi um dos introdutores do Sitar indiano no Brasil. Tocou com músicos brasileiros como Ivan Vilela e Lula Côrtes.

## Biografia
Graduou-se em Filosofia pela USP e em Música Clássica pela Benares Hindu University da Índia. Em 1980, em Bombaim, elaborou traduções de textos do sânscrito para o espanhol. Aprendeu a tocar a sitar com o maestro indiano Ravi Shankar em Londres. Em Benares na Índia, estudou música clássica indiana com Krishna Chakravarty, professora da Universidade de Benares utilizando como instrumento o sitar.
Após um forte ataque de asma em agosto de 2013, foi internado no Hospital São Luiz, em São Paulo, onde morreu no dia 18 do mesmo mês.

## Discografia
- 1984 Campos, Haroldo de (1984). Galáxias. Acompanha CD no qual o poeta Haroldo de Campos grava 16 poemas do livro GALÁXIAS, acompanhado pela cítara de Alberto Marsicano - produzido por Arnaldo Antunes. São Paulo: Editora 34. 127 páginas. ISBN 8573263008
- 1995 Benares - CD (Alquimusic)
- 1995 Impressionismos - CD (Alquimusic)
- 2001 Raga do Cerrado - CD (Mcd World Music)
- 2002 Quintessencia - CD (Azulmusic)
- 2003 Electric Sitar - CD (Azulmusic)
- 2004 Electric Sitar - CD (Landy Star Music - Rússia)
- 2009 Sitar Hendrix - CD (Sonic Wave International - USA)

## Publicações
- Marsicano, Alberto; Sesshu (1980). Sendas Solares. Reprodução integral, em tamanho menor, do livro japonês Longo Rolo da Paisagem, do mestre Zen-Budista Sesshu. Livro desdobrável. Formato inédito com capas de madeira crua. Tiragem fora de comércio de 500 exemplares. São Paulo: Massao Ohno-roswitha Kempf
- Marsicano, Alberto (1996). Rimbaud por Ele Mesmo. São Paulo: Martin Claret. 160 páginas. ISBN 8572320520
- Marsicano, Alberto (2005). Jim Morrison por Ele Mesmo. São Paulo: Martin Claret. 160 páginas. ISBN 8572321101
- Marsicano, Alberto (2007). Crônicas Marsicanas. São Paulo: L&pm Editores. 168 páginas. ISBN 9788525416855 Verifique |isbn= (ajuda)
- Marsicano, Alberto; Vieira, Lurdes de Campos (2009). A Linha do Oriente na Umbanda. São Paulo: Madras. 184 páginas. ISBN 9788537004562
- Marsicano, Alberto; Vieira, Lurdes de Campos (2010). Os Ciganos na Umbanda. São Paulo: Madras. ISBN 9788537005910
- Marsicano, Alberto (2011). A Música Clássica da Índia. São Paulo: Perspectiva. ISBN 8527307618
- Marsicano, Alberto (2018). Crowley-Pessoa: o encontro. São Paulo: Córrego. ISBN 9788570390066

## Traduções
- Im, Yum Jung; Marsicano, Alberto (tradutor) (1994). Sijo Poesiacanto Coreana Classica. São Paulo: Iluminuras. 142 páginas. ISBN 8585219904
- Vários autores; Marsicano, Alberto (tradutor) (1988). Haikai - Antologia da Poesia Clássica Japonesa. São Paulo: Oriento. 117 páginas
- Basho, Matsuo; Marsicano, Alberto (tradutor) (1997). Trilha Estreita ao Confim. São Paulo: Iluminuras. 96 páginas. ISBN 8573210605
- Keats, John; Marsicano, Alberto (tradutor); Milton, John (tradutor) (2002). Nas Invisíveis Asas da Poesia. São Paulo: Iluminuras. 96 páginas. ISBN 9788573210835
- Brunet, Cesar Martinelli; Marsicano, Alberto (tradutor) (2007). Conversas Com Gaudi. São Paulo: Perspectivas. 216 páginas. ISBN 9788527307963
- Blake, William; Marsicano, Alberto (tradutor) (2007). O Casamento do Céu e do Inferno & Outros Escritos. São Paulo: L&pm Pocket. 136 páginas. ISBN 9788525416285
- Wordsworth, William; Marsicano, Alberto (tradutor); Milton, John (tradutor) (2007). O Olho Imóvel pela Força da Harmonia 2 ed. São Paulo: Atelie Editorial. ISBN 9788574802701
- Shelley, Percy Bysshe; Marsicano, Alberto (tradutor); Milton, John (tradutor) (2010). Sementes Aladas. Antologia Poética de Percy Bysshe Shelley. São Paulo: Atelie Editorial. ISBN 9788574804712